# Unveil Tour 'I Am...'
 (janvier 2022).
Tournées par Stray Kids
 'District 9 : Unlock' 
(2019)
Unveil Tour 'I Am...' est la première tournée à l'étranger du boys band sud-coréen Stray Kids, composé de neuf membres. Elle a débuté le 19 janvier 2019 en Thaïlande, au Thunder Dome de à Nonthaburi. Elle s'est poursuivie avec 14 concerts en Asie, en Australie, en Amérique et en Europe. Elle s'est terminée le 27 septembre 2019 à Yokohama au Pacifico Yokohama au Japon.

## Historique
Le 25 novembre 2018, JYP Entertainment a annoncé que Stray Kids débutera la tournée le 19 janvier 2019 à Nonthaburi, une agglomération de Bangkok. Puis à Tangerang du Sud, une ville proche de Jakarta, le 26 janvier
Le 16 janvier, sont annoncés les concerts de Melbourne, le 21 février, et celui de Sydney, le 24 février.
Le 20 janvier, le concert à Quezon City, une ville proche de Manille, est annoncé pour le 27 avril.
Le 30 janvier, les dates à Newark, le 15 mai, à Pasadena, une ville proche de Los Angeles, le 17 mai et à Houston le 19 mai, sont annoncées.
Le 6 mars, les tickets pour les trois concerts américains sont mis en vente mais ont été vendus en un peu plus d'une heure, une deuxième date est alors ajoutée à Newark le 14 mai.
Le 5 juin, les concerts à Londres, le 28 juillet, à Aubervilliers, une ville proche de Paris, le 30 juillet, à Berlin, le 2 août et à Moscou, le 4 août sont annoncés.
Le 7 août 2019, la date du concert à Yokohama est annoncée pour le 27 septembre 2019.

## Liste des concerts
| Date              | Pays            | Ville            | Lieu                                       | Audience        |
| Asie              | Asie            | Asie             | Asie                                       | Asie            |
| ----------------- | --------------- | ---------------- | ------------------------------------------ | --------------- |
| 19 janvier 2019   | Thaïlande       | Nonthaburi       | Thunder Dome                               | Plus de 4 000,  |
| 26 janvier 2019   | Indonésie       | Tangerang du Sud | Indonesia Convention Exhibition (salle 3A) | Non communiquée |
| Total             | Total           | Total            | Total                                      | Plus de 4 000   |
| Océanie           |                 |                  |                                            |                 |
| 21 février 2019   | Australie       | Melbourne        | Festival Hall                              | Non communiquée |
| 24 février 2019   | Australie       | Sydney           | Big Top Sydney                             | Non communiquée |
| Total             |                 |                  |                                            | Non communiquée |
| Asie              |                 |                  |                                            |                 |
| 27 avril 2019     | Philippines     | Quezon City      | Smart Araneta Coliseum                     | Plus de 7 000,  |
| Total             | Total           | Total            | Total                                      | Plus de 7 000   |
| Amérique du Nord  |                 |                  |                                            |                 |
| 14 mai 2019       | États-Unis      | Newark           | New Jersey Performing Arts Center          | Non communiquée |
| 15 mai 2019       | États-Unis      | Newark           | New Jersey Performing Arts Center          | Non communiquée |
| 17 mai 2019       | États-Unis      | Pasadena         | Pasadena Convention Center                 | Non communiquée |
| 19 mai 2019       | États-Unis      | Houston          | Revention Music Center                     | Non communiquée |
| Total             |                 |                  |                                            | Non communiquée |
| Europe            |                 |                  |                                            |                 |
| 28 juillet 2019   | Royaume-Uni     | Londres          | Carling Brixton Academy                    | Plus de 19 000  |
| 30 juillet 2019   | France          | Aubervilliers    | Les Docks De Paris-Pullman                 | Plus de 19 000  |
| 2 août 2019       | Allemagne       | Berlin           | Verti Music Hall                           | Plus de 19 000  |
| 4 août 2019       | Russie          | Moscou           | Adrenaline Stadium                         | Plus de 19 000  |
| Total             | Total           | Total            | Total                                      | Plus de 19 000  |
| Asie              |                 |                  |                                            |                 |
| 27 septembre 2019 | Japon           | Yokohama         | Pacifico Yokohama (Hall national)          | Non communiquée |
| Total             |                 |                  |                                            | Non communiquée |
| Cumulatif total   | Cumulatif total | Cumulatif total  | Cumulatif total                            | Plus de 50 000  |

## Setlists
Cette liste présente les différentes setlists de la tournée.

## Crédits

### Artistes

#### Stray Kids
- Bang Chan
- Woojin[note 1]
- Lee Know
- Changbin
- Hyunjin
- Han
- Felix
- Seungmin
- I.N